# Etelwald z Nortumbrii
Etelwald z Nortumbrii, Œthelwald, Oidilualdo, Oidiluald (żył w VII wieku) – władca anglosaskiej Deiry w latach 651-655.
Etelwald był synem króla Oswalda, który zginął w bitwie pod Maserfield w 642 roku. Etelwald był jego naturalnym następcą, jednak w momencie śmierci ojca był jeszcze zbyt młody, dlatego władcą Deiry i Bernicji, połączonych unią, został wówczas Oswiu. Nie został jednak zaakceptowany przez mieszkańców Deiry (jako wywodzący się z dynastii bernickiej), mimo poślubienia deirskiej księżniczki Enfledy, więc ostatecznie na tronie zasiadł Oswine, syn Osrica, wywodzący się z dynastii deirskiej.
W 651 roku Oswine został zabity na zlecenie Oswiu, a jego następcą został Etelwald. Nie jest do końca jasne, czy na władcę Deiry wyznaczył go potężny Oswiu, czy też Etelwald wystąpił w opozycji wobec wuja.
Beda Czcigodny w swej Historii kościelnej narodu angielskiego odnotował, że Etelwald był pobożnym chrześcijaninem i przekazał hojny grant na ręce biskupa Cedda na rzecz założonego przez niego klasztoru w Lastingham.
Kiedy w 655 roku Nortumbria została zaatakowana przez Pendę z Mercji, Etelwald dołączył do jego armii przeciw wujowi. W decydującym starciu pod Winwaed, Etelwald wycofał swoje siły, co osłabiło mercjan do tego stopnia, że Oswiu zdołał ich pokonać i zabił Pendę. Nie wybaczył jednak zdrady bratankowi i usunął go z tronu, na krótko obejmując władzę nad Deirą, a następnie przekazując ją swemu synowi Alfridowi.
Nieznane są dalsze losy Etelwalda. Według tradycji miał się wycofać z życia publicznego i zostać pustelnikiem.